# Glanstrollsländor
Glanstrollsländor (Somatochlora) är ett släkte av trollsländor som beskrevs av Edmond de Sélys Longchamps 1871. Glanstrollsländor ingår i familjen skimmertrollsländor. De flesta arter inom släktet är medelstora trollsländor med en mörk kropp och grönskimrande ögon. I Sverige representeras släktet av fem arter.

## Dottertaxa till glanstrollsländor, i alfabetisk ordning[1][2]
- Somatochlora albicincta
- Somatochlora alpestris
- Somatochlora arctica
- Somatochlora borisi
- Somatochlora brevicincta
- Somatochlora calverti
- Somatochlora cingulata
- Somatochlora clavata
- Somatochlora daviesi
- Somatochlora dido
- Somatochlora elongata
- Somatochlora ensigera
- Somatochlora exuberata
- Somatochlora filosa
- Somatochlora flavomaculata
- Somatochlora forcipata
- Somatochlora franklini
- Somatochlora georgiana
- Somatochlora graeseri
- Somatochlora hineana
- Somatochlora hudsonica
- Somatochlora incurvata
- Somatochlora japonica
- Somatochlora kennedyi
- Somatochlora linearis
- Somatochlora lingyinensis
- Somatochlora margarita
- Somatochlora metallica
- Somatochlora minor
- Somatochlora nepalensis
- Somatochlora ozarkensis
- Somatochlora provocans
- Somatochlora relicta
- Somatochlora sahlbergi
- Somatochlora semicircularis
- Somatochlora septentrionalis
- Somatochlora shanxiensis
- Somatochlora tenebrosa
- Somatochlora tomentosa
- Somatochlora uchidai
- Somatochlora walshii
- Somatochlora whitehousei
- Somatochlora williamsoni
- Somatochlora viridiaenea